# 奥利弗·米勒
奥利弗·J·米勒（英語：Oliver J. Miller，1970年4月6日—2025年3月12日），美国NBA联盟职业篮球运动员。他在1992年的NBA选秀中第1轮第22顺位被菲尼克斯太阳选中。